# Oswald von Wolkenstein
Oswald von Wolkenstein (Kiens, Tirol, c.1376/1377 – Merano, 2 de agosto de 1445) foi um poeta, militar, diplomata e compositor alemão. Teve uma vida agitada, viajando extensamente pela Europa e Oriente Próximo, se envolveu em inúmeras guerras e acabou preso mais de uma vez por dívidas. Foi um dos artistas mais importantes da transição da Idade Média para o Renascimento na Alemanha.

## Biografia
Ele provavelmente nasceu no Castelo Schöneck, perto de Falzes, em Val Pusteria, onde seu pai era castelão no ano do nascimento de Oswald. No entanto, ele viveu a maior parte de sua vida perto de Siusi allo Sciliar, onde as ruínas de sua casa ainda são visíveis, o Castel Hauenstein (em alemão Burg Hauenstein) imerso na floresta ao pé do Sciliar.
Desde 1973, estudos em seus restos mortais mostraram que Oswald nasceu com uma órbita direita menor do que o normal; seguiu-se que o olho direito estava sempre sob tensão até que se fechasse definitivamente com o tempo. Esses estudos refutaram a ideia de que o motivo pode ter sido um tiro de flecha durante um jogo de carnaval em 1385.
Em 1387, as viagens de Oswald começaram pelos países do norte da Europa e islâmicos: ele viajou por todo o velho continente, até a Geórgia.
Ele foi nomeado conselheiro e embaixador na corte de Sigismundo de Luxemburgo e tornou-se parte da Ordem do Dragão fundada por este para lutar contra os Hussitas. entre seus membros estavam o príncipe Vlad II Dracul e János Hunyadi, conhecido como o cavaleiro branco. O broche da Ordem do Dragão colocado na estola branca pode ser visto no retrato.
Em 1402 conheceu Barbara Jäger, filha de Martin, com quem a família Wolkenstein disputava há décadas a posse de Hauenstein, onde o poeta viveu durante anos e compôs alguns Lieder. Ele teve um relacionamento romântico com Barbara.
Em 1407 ele se estabeleceu em Bressanone, onde o Príncipe Bispo Ulrich I o nomeou gonfalonier da catedral.
Em 1415, como embaixador de Sigismundo de Luxemburgo, ele obteve reconhecimentos solenes de Fernando I de Aragão da Ordem da Giara e do Grifo (Ordem de la Jarra e del Grifo) e da Ordem da Estola. No retrato, notamos o colar composto por potes contendo três lírios e com um pendente central representando um grifo. A estola no ombro mostra o broche com a jarra e os três lírios.
Ele fez outras viagens de aventura e foi preso várias vezes. Em 1417 casou- se com Margarida de Schwangau, mais jovem do que ele, que lhe deu sete filhos.
Ele participou da Liga Elefante junto com seu irmão Konrad. Esta Liga foi fundada em 23 de agosto de 1406 com o chefe Ulrich von Matsch para defender os direitos e o poder de 21 famílias nobres tirolesas contra Frederico IV de Habsburgo e Heinrich VI von Rottemburg. Os membros usavam uma couraça representando um elefante prateado. Este símbolo provavelmente foi usado para o significado de poder e dominação.
Ele também participou da Lega del Falcone, na qual havia mais de uma centena de membros liderados por Heinrich VI von Rottemburg. O princípio da Liga era o mesmo da Liga dos Elefantes, mas apenas contra o poder de Frederico IV de Habsburgo. Em 1423, Osvald esteve envolvido no cerco de Castel Greifenstein, sitiado juntamente com outros nobres e a família Starkenberg, proprietários do castelo e controladores legais da área de Jenesien. Ele saiu ileso e contou a história por meio de uma balada.
Em 1429, com outros partidários do Capítulo, sequestrou e chantageou (história muito criticada pelas instituições e pelo povo) o príncipe-bispo de Bressanone Ulrico II Putsch.
No último período de sua vida retirou-se para a abadia de Novacella, onde o clima era mais propício para a escrita de seus cancioneiros. Ele morreu em Merano em 2 de agosto de 1445, com cerca de 68 anos: sua linhagem continuou até 1937 com o conde Arturo de Wolkenstein-Rodenegg. A posteridade dos irmãos Michele e Leonardo, por outro lado, foi mais curta ou continuou através das mulheres.
A lápide de Oswald está guardada em Bressanone, no claustro da catedral, mas na verdade ele foi sepultado - segundo sua disposição testamentária - no convento agostiniano da abadia de Novacella.

## Composições
Ele é um dos compositores mais importantes do início do Renascimento alemão. São três os temas principais de seu trabalho: viagens, Deus e sexo. Os poemas de Oswald são preservados em três manuscritos:
- MS A (Viena), 42 canções concluídas em 1425, com a adição de outros 66 poemas de 1427 a 1436;
- MS B (Innsbruck): 1432;
- MS C (Innsbruck-Trostburg): 1450, uma cópia de B.

Os manuscritos A e B foram concluídos sob a supervisão do próprio Oswald e ambos contêm uma representação do autor, qualificando-se como uma das primeiras representações autênticas de um autor alemão.

### Edições
- [MS A] Oswald von Wolkenstein. Die Gedichte, ed. J. Schatz. 2ª ed. Göttingen 1904.
- [MS B] Die Lieder Oswalds von Wolkenstein, ed. K.K. Klein. 3ª ed. H. Moser, N.R. Wolf, N. Wolf, Tübingen 1987.
- [MS C] Die Gedichte Oswalds von Wolkenstein. Mit Einleitung, Wortbuch und Varianten, ed. B. Weber, Innsbruck 1847.
- Classen, Albrecht: Os Poemas de Oswald Von Wolkenstein: Uma Tradução para o Inglês das Obras Completas. (1376/77-1445) A Nova Idade Média. Palgrave 2008, ISBN 978-0-230-60985-3